# Heterolaophonte minuta
Heterolaophonte minuta is een eenoogkreeftjessoort uit de familie van de Laophontidae. De wetenschappelijke naam van de soort is voor het eerst geldig gepubliceerd in 1873 door Boeck.